# William Boyle (écrivain américain)
Pour les articles homonymes, voir William Boyle.
William Boyle, né le 31 août 1978 à Brooklyn (New York), est un romancier et disquaire américain.

## Biographie
William Boyle est né et a grandi dans le quartier de Gravesend, Brooklyn (en), dans le sud de Brooklyn. Il y a exercé le métier de disquaire spécialisé dans le rock indépendant américain. Il vit aujourd'hui à Oxford, dans le Mississippi.
Son roman Gravesend est paru en France dans la collection Rivages/Noir dont il est le numéro 1000.
L'écrivain revendique les influences de Flannery O'Connor, Larry Brown, Charles Willeford et Harry Crews.

## Œuvres

### Romans
- Gravesend (Gravesend, 2013) / trad. Simon Baril. Paris : Rivages, coll. Rivages/Noir no 1000, 03/2016, 362 p.  (ISBN 978-2-7436-3540-4)
- Tout est brisé (Everything Is Broken, 2017) / trad. Simon Baril. Paris : Gallmeister, coll. "Americana", 09/2017, 208 p.  (ISBN 978-2-35178-161-6). Rééd. Paris : Gallmeister, coll. "Totem" n° 116, 10/2018, 208 p.  (ISBN 978-2-35178-680-2)
- Le Témoin solitaire (The Lonely Witness, 2018) / trad. Simon Baril. Paris : Gallmeister, 10/2018  (ISBN 978-2-35178-191-3)
- L'Amitié est un cadeau à se faire, (A Friend Is a Gift You Give Yourself 2019) Gallmeister (2020)  (ISBN 978-2351781906)
- City of Margins (2020) Publié en français sous le titre La Cité des marges, traduction par Simon Baril, Paris, Gallmeister, septembre 2021, 432 p.,  (ISBN 978-2-35178-240-8)
- Shoot the Moonlight Out (2021) Publié en français sous le titre Éteindre la Lune, Paris, Gallmeister, 2023
- Saint of the Narrows Street (2025)

### Recueil de nouvelles
- Death Don't Have No Mercy (2015)

### Préface
- Détour / Martin M. Goldsmith ; trad. Simon Baril ; préf. William Boyle. Paris : Rivages, coll. "Rivages-Noir" n° 1056, 01/2018, 257 p.  (ISBN 978-2-7436-4202-0)

## Prix et récompenses

### Prix
- Prix Transfuge 2020 du meilleur polar étranger pour L’Amitié est un cadeau à se faire
- Prix Fitzgerald en 2019 pour L'amour est aveugle.

### Nominations
- New Blood Dagger 2018 pour Gravesend[2]
- Le premier roman de William Boyle, Gravesend a été finaliste du Grand prix de littérature policière et du prix SNCF du polar.
- Prix Hammett 2018 pour The Lonely Witness[3]
- Grand prix de littérature policière 2023 (roman étranger) pour Éteindre la lune[4]